# Muhammed Kudabanda
Muhammed Kudabanda, född 1532, död 1595, var en iransk monark ur den Safavidiska dynastin. Han var regerande shah av Iran mellan 1577 och 1587.